# Plerneuf
Plerneuf är en kommun i departementet Côtes-d'Armor i regionen Bretagne i nordvästra Frankrike. Kommunen ligger i kantonen Châtelaudren som tillhör arrondissementet Saint-Brieuc. År 2022 hade Plerneuf 1 119 invånare.

## Befolkningsutveckling
Antalet invånare i kommunen Plerneuf
Referens:INSEE